# Ангел Сотиров
Ангел Славчев Сотиров е български психолог, преподавател и общественик. Ползва понякога псевдонима Евангел Чилингиров.

## Биография
Роден е на 20 юни 1944 г. в с. Васил Левски, Старозагорско. Неговите родители – Тонка Георгиева Стайкова и Славчо Сотиров Стайков, са средни земеделски стопани. И двамата му родители са потомци на български бежанци от село Караклисе (сега село Мавроклиси), Димотишко, Гърция. Той е по рождение със силно увредено зрение, което постепенно загубва и на 18-годишна възраст е вече сляп. БАща е на 2 дъщери – Тонислава Сотирова и Неда Кленска.
Завършва основно образование като интегриран ученик в училището на родното си село и през 1958 г. е приет за курсист в специалността „Лозаро-овощарство“ в Селскостопанския техникум в Перущица. Прекъсва обучението си поради силно отслабване на зрението през 1960 г. Средно образование завършва във варненската вечерна гимназия. Продължава образованието си в СУ „Св. Климент Охридски“, където завършва психология през 1977 г., а през 1995 г. се дипломира и като специализант по тифлопедагогика.

## Работа
Ангел Сотиров работи от 1961 до 1972 г. като кошничар, дозировчик, електромонтажник, предач и металопресьор в ТПК „Алексей Мересев“ – Ст. Загора и в ПП „Успех“ –Пловдив, Дряново и Варна.
В периода 1978 – 1987 г. работи и като специалист по рехабилитация и трудоустрояване и главен специалист по културно-масова и спортна дейност в Централния офис на ССБ – София.
От 1988 до 2002 г. е директор на Националния център за рехабилитация на слепи – Пловдив .
Ангел Сотиров е работил и като преподавател по производствена практика към Централния институт за подготовка на здравни кадри – София (1983 – 1986), по социални проблеми на слепотата и слабото зрение в СУПЗ „Св. Георги“ – Пловдив (1996 – 1997) и в Националния център за рехабилитация на слепи – Пловдив (1988 – 2004), и по основи на тифлопедагогиката в ПУ „П. Хилендарски“ (1997 – 1999).

## Публикации
Той е автор на статии и доклади в областта на психологията, рехабилитацията и обучението на зрително затруднените, историята на организациите на и за слепи в България, публикувани в наши и чужди специализирани издания на български, руски, хърватски, украински, сръбски, македонски и есперанто.
Публикувал е епиграми, хумористични стихотворения, интервюта, пътеписи, памфлети, шаржове, есета и биографични очерци на български език и есперанто в периодични издания и в 3 литературни сборника и на пет интернет сайта.
Автор е на книгите „Слепите в огледалото на другите“ (2000), „Българските организации на слепи – вчера и днес“ (2004), „Казано на ухо“ (2004), „Рехабилитация на хората с нарушено зрение“ (2007), „Зелени графомании“ (2011), „За българските бежанци от Караклисе и за техния говор“ (2016), „Силуети в здрача“ (2017), Neniu estas profeto en sia urbeto (2018) и е съавтор на „Кучето-водач“ (2000).
Съставител е на брошурите „Когато сте с хора без зрение“ (1981), „Възможни професии за слепи и слабовиждащи в България“ (2000), „Мигове от извървяния път“ (2006), и на сборниците „Седем маймуни на клона“ (2000), „Актуални проблеми на професионалната реализация на зрително затруднените у нас“ (2000), „Първи стъпки на българските организации на слепи“ (2001), „За по-достоен живот на хората без зрение“ (2002), „Басни“ (2003) и „Ти дева ли си или лъв“ (2006).

## Други публични роли
Ангел Сотиров е избиран за секретар на Дружеството на слепите есперантисти „Лумо“ – Пловдив (1967 – 1969), и за член на ОК на БЕС Пловдив (1968 – 1970).
Избиран е също и за председател на Окръжната ревизионна комисия на ССБ – София (1981 – 1986), за член на ИК на УС на НПКСБ (1984 – 1987), на ЦС на ССБ (1986 – 1990).
Член е през определени периоди на редакционните колегии на списанията „Зари“(1985 – 1990), „Esperanta fajrero“(2001 – 2007), „Обучение и рехабилитация на зрително затруднени“(1988 – 2002).
В периода 2000 – 2006 г. е продуцент и редактор на говорещото сп. „Литературно списание“.
Инициатор и един от учредителите на фондация „Рехабилитация на слепи“, неин пръв председател (1993 – 2002), и до 2007 г. член на нейния УС . Член на ИК и един от учредителите на Асоциацията на невиждащите есперантисти в България, член на нейния УС (1998 – 2006), неин зам. председател (1998 – 2001).